# Alien Logic
Alien Logic: A Skyrealms of Jorune Adventure est un jeu vidéo de rôle développé par Ceridus Software et publié par Strategic Simulations en 1994. Le jeu se déroule dans l’univers de science-fiction du  jeu de rôle papier Skyrealms of Jorune dans lequel les humains se sont exilés sur une planète extra-terrestre – Jorune – après la destruction de la Terre. Sur celle-ci, les humains cohabitent avec plusieurs races d’aliens jusqu’à ce que l’une d’entre elles, les Red Shantha, commence à s’en prendre aux humains. Le joueur incarne un humain dont le village a été attaqué par ces derniers et doit découvrir la source démoniaque ayant poussés les Red Shantha à la guerre en explorant les différentes îles flottantes de la planète.

## Développement et publication
L’idée de porter le jeu de rôle sur table Skyrealms of Jorune en jeu vidéo est proposée par son créateur, Andrew Leker, à Strategic Simulations au début des années 1990. L’éditeur ayant accepté l’idée, Andrew Leker met sur pied une équipe, qu’il supervise pendant tout le processus de développement qui s’étale sur trois ans. 
Alien Logic est publié par Strategic Simulations en août 1994 sur IBM PC.

## Accueil
| Alien Logic           |      |       |
| Média                 | Pays | Notes |
| Coming Soon Magazine  | US   | 87%   |
| Computer Gaming World | US   | 3/5   |
| Gen4                  | FR   | 76%   |
| Joystick              | FR   | 50 %  |
| PC Gamer US           | US   | 83 %  |

Le jeu est notamment élu meilleur jeu de rôle de l'année par le magazine Electronic Entertainment.